# بابای آمریکایی!
بابای آمریکایی! (به انگلیسی: !American Dad) نام یک مجموعه پویانمایی بزرگسال کمدی آمریکایی است. این انیمیشن اثری از ست مک‌فارلن، مایک بارکر و مت ویتزمن برای شبکه فاکس است. اولین قسمت این مجموعه در ۱ می ۲۰۰۵ پخش شد.
داستان این مجموعه در مورد یک خانواده است. پدر خانواده، استن اسمیت - کارمند سازمان سی‌آی‌ای. مادر خانواده، فرانسین اسمیت - خانه‌دار. دختر بزرگ خانواده، هیلی اسمیت و پسرشان، استیو اسمیت. دو شخصیت دیگر نیز در این خانواده وجود دارد. یک شخصیت ماهی به نام کلوس و یک موجود فضایی به نام راجر که هردو در کنار این خانواده زندگی می‌کنند و شخصیت کلاوس به عنوان حیوان خانگی آنهاست.

## فصل‌ها
- فصل ۱ - پخش از ۶ فوریه ۲۰۰۵ تا ۱۹ ژوئن ۲۰۰۵
- فصل ۲ - پخش از ۱۱ سپتامبر ۲۰۰۵ تا ۱۴ می ۲۰۰۶
- فصل ۳ - پخش از ۱۰ سپتامبر ۲۰۰۶ تا ۱۰ می ۲۰۰۷
- فصل ۴ - پخش از ۲۳ سپتامبر ۲۰۰۷ تا ۱۸ می ۲۰۰۸
- فصل ۵ - پخش از ۲۸ سپتامبر ۲۰۰۸ تا ۲۷ می ۲۰۰۹
- فصل ۶ - پخش از ۲۷ سپتامبر ۲۰۰۹ تا ۱۶ می ۲۰۱۰
- فصل ۷ - پخش از ۳ اکتبر ۲۰۱۰ تا ۲۲ می ۲۰۱۱
- فصل ۸ - پخش از ۲۵ سپتامبر ۲۰۱۱ تا ۱۳ می ۲۰۱۲
- فصل ۹ - پخش از ۳۰ سپتامبر ۲۰۱۲ تا ۱۲ می ۲۰۱۳
- فصل ۱۰ - پخش از ۲۹ سپتامبر ۲۰۱۳ تا ۴ می ۲۰۱۴
- فصل ۱۱ - پخش از ۱۴ سپتامبر ۲۰۱۴ تا ۲۱ سپتامبر ۲۰۱۴
- فصل ۱۲ - پخش از ۲۰ اکتبر ۲۰۱۴ تا ۱ جون ۲۰۱۵

## شخصیت‌ها و صداپیشگان
استن اسمیت همسر فرانسیس و پدر استیو و هیلی است. وی نان‌آور خانواده بوده و کارمند سازمان سی‌آی‌ای است. او به شدت روحیه وطن پرستی دارد و خود را آمریکایی اصیل می‌داند.
فرانسین اسمیت همسر استن و مادر استیو و هیلی است. وی خانه‌دار است و در بیشتر قسمت‌ها در حال گله و سرزنش کردن سایز اعضای خانواده، خصوصاً شوهرش است.
هیلی اسمیت دختر استن و فرانسیس است. وی فرزند ارشد خانواده و در سن دانشجویی‌اش است. وی با اینکه بزرگسال و متاهل می‌شود ولی باز با خانواده‌اش در یک خانه زندگی می‌کند.
استیو اسمیت پسر استن و فرانسیس، و برادر کوچک هیلی است. وی دانش‌اموز دبیرستانی است و شخصیت جاه‌طلبی دارد.
راجر موجود فضایی داستان است. راجر به همراه خانواده زندگی می‌کند و در سال ۱۹۴۷ به زمین آمده و در ادامه با میل خودش در زمین مانده.
کلوس یک ماهی است که در واقع حیوان خانگی خانواده محسوب می‌شود. وی شخصیتی خردمند دارد و مدام در حال نصیحت کردن است. کلوز در واقع انسانی است در لباس ماهی. او در حین شرکت در مسابقات اسکی پرش در آلمان غربی در سال ۱۹۸۶ توسط سی‌آی‌ای به یک ماهی تبدیل شد تا از قهرمان شدن و کسب مدالش جلوگیری شود.
جف فیشر نامزد و بعدها همسر هیلی می‌شود. وی بی‌کار است و تحصیلات و تخصصی ندارد.

### صداگذاران
| صداگذاران         | صداگذاران     | صداگذاران   | صداگذاران    | صداگذاران     | صداگذاران |
| ----------------- | ------------- | ----------- | ------------ | ------------- | --------- |
|                   |               |             |              |               |           |
| ست مک‌فارلن        | وندی شال      | اسکات گریمز | راشل مک‌فارلن | دی بردلی بیکر | جف فیشر   |
| استن اسمیت - راجر | فرانسیس اسمیت | استیو اسمیت | هیلی اسمیت   | کلاوس (ماهی)  | جف فیشر   |